# Щарцах
Щарцах (на немски: Starzach) е община в окръг Тюбинген в Баден-Вюртемберг, Германия, с 4275 жители (2015).
Намира се на около 20 km югозапано от Тюбинген.
Селището е образувано на 1 януари 1972 г. от трите села Бирлинген, Фелдорф и Вахендорф.